# Schering
Pour les articles homonymes, voir Schering (homonymie).
Schering (fondée en 1871 par Ernst Schering) était une société anonyme allemande d'industrie pharmaceutique. Elle a fusionné avec Bayer AG pour donner naissance à Bayer Schering Pharma le 29 décembre 2006.
Avant la fusion, Schering comptait plus de 24 000 salariés dans 160 filiales reparties à travers le monde. Son siège se situait à Berlin-Wedding et le chiffre d'affaires a atteint en 2005 près de 5,3 milliards d'euros.
Les plus gros centres de production situés en Allemagne se trouvent à Bergkamen (dans la Ruhr), à Berlin et à Weimar.
La société axe ses travaux sur quatre grands secteurs d'activité :
- Gynécologie et andrologie
- Thérapies spécifiques
- Cancérologie
- Radiopharmaceutique

## Histoire
La filiale américaine de Schering AG, fondée en 1929 à New-York, s'est séparée de sa maison-mère pendant la Seconde Guerre mondiale. Elle deviendra le laboratoire Schering-Plough Corporate, racheté en 2009 par Merck & Co.. 

## Note
1. ↑  Pressearchiv 20. Jahrhundert (organisation), [lire en ligne], consulté le 1er juillet 2021.
2. ↑  Pressearchiv 20. Jahrhundert (organisation), [lire en ligne], consulté le 1er juillet 2021.
3. ↑  Pressearchiv 20. Jahrhundert (organisation), [lire en ligne], consulté le 1er juillet 2021.
4. ↑  Pressearchiv 20. Jahrhundert (organisation), [lire en ligne], consulté le 1er juillet 2021.
5. ↑  Pressearchiv 20. Jahrhundert (organisation), [lire en ligne], consulté le 1er juillet 2021.
6. ↑  Pressearchiv 20. Jahrhundert (organisation), [lire en ligne], consulté le 1er juillet 2021.
7. 1 2   « Schering AG: Geschäftsbericht 2005. » Modèle:PDF; 3,9 MB, 4 octobre 2006 (version du 4 octobre 2006 sur Internet Archive).